# El Salvador nos Jogos Olímpicos de Verão de 2024
El Salvador participou dos Jogos Olímpicos de Verão de 2024, realizados em Paris, na França. Foi a 13.ª aparição do país nos Jogos Olímpicos de Verão desde a estreia na Cidade do México 1968.
Foi representado por oito atletas que competiram em sete esportes, mas nenhum conquistou medalhas.

## Competidores
Esta foi a participação por modalidade nesta edição:
| Esporte       | Masculino | Feminino | Total |
| ------------- | --------- | -------- | ----- |
| Badminton     | 1         | 0        | 1     |
| Judô          | 1         | 0        | 1     |
| Natação       | 1         | 1        | 2     |
| Surfe         | 1         | 0        | 1     |
| Tiro          | 1         | 0        | 1     |
| Tiro com arco | 1         | 0        | 1     |
| Vela          | 1         | 0        | 1     |
| Total         | 7         | 1        | 8     |

## Desempenho

### Badminton
Masculino
| Atleta        | Evento  | Fase de grupos       | Fase de grupos       | Fase de grupos | Oitavas              | Quartas              | Semifinal            | Final / DB           | Final / DB | Ref.  |
| Atleta        | Evento  | Adversário Resultado | Adversário Resultado | Pos.           | Adversário Resultado | Adversário Resultado | Adversário Resultado | Adversário Resultado | Pos.       | Ref.  |
| ------------- | ------- | -------------------- | -------------------- | -------------- | -------------------- | -------------------- | -------------------- | -------------------- | ---------- | ----- |
| Uriel Canjura | Simples | CZE J Louda D 0–2    | SGP Loh KY D 0–2     | 3              | Não avançou          | Não avançou          | Não avançou          | Não avançou          | =27        | [ 5 ] |

### Judô
Masculino
| Atleta       | Evento    | Primeira fase             | Oitavas              | Quartas              | Semifinais           | Repescagem           | Final / DB           | Final / DB | Ref.  |
| Atleta       | Evento    | Adversário Resultado      | Adversário Resultado | Adversário Resultado | Adversário Resultado | Adversário Resultado | Adversário Resultado | Pos.       | Ref.  |
| ------------ | --------- | ------------------------- | -------------------- | -------------------- | -------------------- | -------------------- | -------------------- | ---------- | ----- |
| Jairo Moreno | Até 60 kg | BEL J Verstraeten D 00–01 | Não avançou          | Não avançou          | Não avançou          | Não avançou          | Não avançou          | =17        | [ 6 ] |

### Natação
Masculino
| Atleta          | Evento      | Eliminatórias | Eliminatórias | Semifinal   | Semifinal   | Final       | Final       | Ref.  |
| Atleta          | Evento      | Tempo         | Pos.          | Tempo       | Pos.        | Tempo       | Pos.        | Ref.  |
| --------------- | ----------- | ------------- | ------------- | ----------- | ----------- | ----------- | ----------- | ----- |
| Nixon Hernández | 100 m livre | 52.73         | 65            | Não avançou | Não avançou | Não avançou | Não avançou | [ 7 ] |

Feminino
| Atleta         | Evento       | Eliminatórias | Eliminatórias | Semifinal   | Semifinal   | Final       | Final       | Ref.  |
| Atleta         | Evento       | Tempo         | Pos.          | Tempo       | Pos.        | Tempo       | Pos.        | Ref.  |
| -------------- | ------------ | ------------- | ------------- | ----------- | ----------- | ----------- | ----------- | ----- |
| Celina Márquez | 100 m costas | 1:04.55       | 32            | Não avançou | Não avançou | Não avançou | Não avançou | [ 8 ] |

### Surfe
Shortboard
| Atleta      | Evento    | Rodada 1 | Rodada 1 | Rodada 2                     | Rodada 3             | Quartas              | Semifinal            | Final / DB           | Final / DB  | Ref.  |
| Atleta      | Evento    | Total    | Pos.     | Adversário Resultado         | Adversário Resultado | Adversário Resultado | Adversário Resultado | Adversário Resultado | Pos.        | Ref.  |
| ----------- | --------- | -------- | -------- | ---------------------------- | -------------------- | -------------------- | -------------------- | -------------------- | ----------- | ----- |
| Bryan Pérez | Masculino | 7.53     | 3 R2     | MAR R Boukhiam D 12.60–14.60 | Não avançou          | Não avançou          | Não avançou          | Não avançou          | Não avançou | [ 9 ] |

### Tiro
Masculino
| Atleta           | Evento               | Qualificação | Qualificação | Final       | Final       | Ref.   |
| Atleta           | Evento               | Marca        | Pos.         | Marca       | Pos.        | Ref.   |
| ---------------- | -------------------- | ------------ | ------------ | ----------- | ----------- | ------ |
| Israel Gutiérrez | Carabina de ar 10 m  | 621.1        | 46           | Não avançou | Não avançou | [ 10 ] |
| Israel Gutiérrez | Carabina 3 pos. 50 m | 576          | 40           | Não avançou | Não avançou | [ 10 ] |

### Tiro com arco
Masculino
| Atleta      | Evento     | Ranqueamento | Ranqueamento | Fase de 64           | Fase de 32           | Oitavas              | Quartas              | Semifinal            | Final / DB           | Final / DB  | Ref.   |
| Atleta      | Evento     | Total        | Pos.         | Adversário Resultado | Adversário Resultado | Adversário Resultado | Adversário Resultado | Adversário Resultado | Adversário Resultado | Pos.        | Ref.   |
| ----------- | ---------- | ------------ | ------------ | -------------------- | -------------------- | -------------------- | -------------------- | -------------------- | -------------------- | ----------- | ------ |
| Óscar Ticas | Individual | 643          | 53           | CHN Wang Y D 0–6     | Não avançou          | Não avançou          | Não avançou          | Não avançou          | Não avançou          | Não avançou | [ 11 ] |

### Vela
Eventos com regata da medalha
| Atleta           | Evento | Regatas | Regatas | Regatas | Regatas | Regatas | Regatas | Regatas | Regatas | Regatas | Regatas | Regatas | Regatas | Regatas | Regatas | Regatas | Regatas | Pontos | Pos. | Ref.   |
| Atleta           | Evento | 1       | 2       | 3       | 4       | 5       | 6       | 7       | 8       | 9       | 10      | 11      | 12      | 13      | 14      | 15      | M*      | Pontos | Pos. | Ref.   |
| ---------------- | ------ | ------- | ------- | ------- | ------- | ------- | ------- | ------- | ------- | ------- | ------- | ------- | ------- | ------- | ------- | ------- | ------- | ------ | ---- | ------ |
| Enrique Arathoon | Laser  | 4       | 33      | 16      | 34      | 16      | 15      | 19      | 17      | —       | —       | —       | —       | —       | —       | —       | EL      | 120    | 20   | [ 12 ] |

M = Regata da medalha; EL = Eliminado(a) – não avançou para a regata da medalha